# Подавление экспрессии генов
Подавление экспрессии генов (сайленсинг генов от англ. gene silencing, или в частности, выключение гена) — это общий термин, описывающий эпигенетический процесс регуляции генов. При этом последовательность нуклеотидов не изменяется, а лишь прекращается экспрессия соответствующего гена. Для выключения генов в лабораторных условиях применяют метод нокдауна генов.
Сайленсинг генов может происходить как на уровне транскрипции, так и на посттранскрипционном уровне.
Сайленсинг генов на уровне транскрипции является результатом модификации гистонов, в гетерохроматине, которая приводит к тому, что соответствующие участки ДНК становятся недоступными для аппарата транскрипции (РНК-полимераза) и факторов транскрипции.
Сайленсинг генов на посттранскрипционном уровне является результатом разрушения (деградации) мРНК соответствующих генов. Разрушение мРНК препятствует трансляции и формированию продукта гена (обычно, полипептида, белка). Общий механизм посттранскрипционного сайленсинга генов это путь РНК-интерференции (RNAi).
Оба пути выключения генов используются для регуляции собственных генов. Механизмы сайленсинга генов также защищают организм от транспозонов и вирусов. Поэтому механизмы сайленсинга генов могут быть частью эволюционно древней иммунной системы, защищающей от чужеродной ДНК.
В процессе мейоза гены могут выключаться путём метилирования ДНК, например, у Neurospora crassa.

## Частные случаи
Некоторые другие термины относятся к частным случаям выключения генов

### Сайленсинг на уровне транскрипции
- Геномный импринтинг
- Парамутация
- Сайленсинг транспозонов
- Сайленсинг трансгенов
- Транскрипционный сайленсинг генов
- Эффект положения генов

### Сайленсинг на посттранскрипционном уровне
- Посттранскрипционный сайленсинг генов сейчас синоним РНК-интерференции
- Нонсенс-опосредованный распад (NMD)

### Выключение генов в мейозе
- Трансвекция
- Сайленсинг неспаренной ДНК в мейозе Архивная копия от 18 июня 2009 на Wayback Machine

### Клеточные компоненты аппарата выключения генов
- Гистоны
- Хроматин и гетерохроматин
- MicroRNA — микроРНК
- siRNA — малые интерферирующие РНК
- dsRNA — двуцепочечные РНК
- Dicer — белок системы РНК-интерференции
- Транспозоны

Существует два подхода супрессии генов на посттранскрипционном уровне — технология с использованием рибозимов и antisense-технология (антисмысловые РНК) .

## Внешние ссылки
- van Leeuwen F., Gottschling DE. Assays for gene silencing in yeast. (англ.) // Methods Enzymol. : journal. — 2002. — Vol. 350. — P. 165—186. — doi:10.1016/S0076-6879(02)50962-9. — PMID 12073311.
- Science project: Transgenic apple varieties Approaches to preventing outcrossing — possible effects on micro-organisms
- Research project: New Cost-effective method for gene silencing